# Troy (hrabstwo Orleans)
Troy – jednostka osadnicza w Stanach Zjednoczonych, w stanie Vermont, w hrabstwie Orleans.